# Constante de propagação
A constante de propagação, em eletrônica e telecomunicações pode ter diversas conotações. Para um transdutor elétrico, esta é o logarítmo natural da relação entre a corrente elétrica que entra no transdutor e a corrente que sai, quando o transdutor termina por suas impedâncias interativas.
Numa linha de transmissão uniforme, a constante de propagação por unidade de comprimento é o logarítmo natural da relação entre a corrente que passa num ponto da linha e a corrente passante num segundo ponto, tomado este na direção da transmissão ao longo da linha, quando esta tem um comprimento arbitrado infinito (muito grande) ou termina por uma impedância característica.
A constante de propagação por seção de uma linha periódica é o logarítmo natural da relação entre a corrente que entra na seção e a corrente que sai quando a linha periódica tem comprimento infinito, ou termina por sua impedância característica.
A parte real da constante de propagação é a constante de atenuação e a parte imaginária é a constante de fase ou constante de comprimento de onda.
No caso de transmissão de som através de qualquer meio físico, esta é o logarítmo natural da relação entre a velocidade de volume da onda sonora na entrada do recipiente ou local que contém o meio de propagação e a velocidade de saída do mesmo recipiente ou local.
A constante de propagação ({\displaystyle \gamma }) em um meio pode ser descrita pela seguinte equação:
{\displaystyle \gamma ={\sqrt {j\omega \mu (\sigma +j\omega \varepsilon )}}=\alpha +j\beta }
onde {\displaystyle \omega } é a frequência da onda eletromagnética, {\displaystyle \mu } é a permeabilidade do meio, {\displaystyle \varepsilon } é a permissividade do meio, {\displaystyle \alpha } é a constante de atenuação, {\displaystyle \beta } a constante de fase, e {\displaystyle j} a unidade imaginária.
A constante de atenuação e de fase podem ser facilmente obtidas a partir da manipulação da equação acima, assim se obtêm estes parâmetros em função das constantes do meio:
{\displaystyle \alpha =\pm {\frac {\omega {\sqrt {\mu \varepsilon }}}{\sqrt {2}}}{\sqrt {-1\pm {\sqrt {1+{\frac {\sigma ^{2}}{\varepsilon ^{2}\omega ^{2}}}}}}}}
{\displaystyle \beta =\pm {\frac {\omega {\sqrt {\mu \varepsilon }}}{\sqrt {2}}}{\sqrt {1\pm {\sqrt {1+{\frac {\sigma ^{2}}{\varepsilon ^{2}\omega ^{2}}}}}}}}
Em Linhas de Transmissão a constante de propagação ({\displaystyle \gamma }) pode ser expressa na forma:
{\displaystyle \gamma ={\sqrt {(R+j\omega L)(G+j\omega C)}}}
onde {\displaystyle \omega } é a frequência da onda eletromagnética, R é a resistência série da linha, L é a indutância série da linha, G é a condutância paralela da linha e C é a capacitância paralela da linha.